# 1958 у телебаченні
Список 1958 у телебаченні описує події у сфері телебачення, що відбулися 1958 року.

## Події

### Квітень
- 30 квітня — Початок мовлення нового дніпропетровського регіонального державного телеканалу «Дніпропетровська ОДТРК».

### Липень
- 2 липня — Початок мовлення нового луганського регіонального державного телеканалу «Луганська ОДТРК».

### Листопад
- 5 листопада — Початок мовлення нового одеського регіонального державного телеканалу «Одеська ОДТРК».